# Arioso
En música clásica, un arioso es una forma musical para voz de solista, que ocupa la plaza intermedia entre el recitativo, de naturaleza narrativa, y el aria, más musical. El arioso apareció en el transcurso del siglo XVI, al tiempo que la monodia acompañada y la ópera, de la que es indisociable. Es usado, no solo en el canto lírico, sino en cualquier género musical donde hay un relato o el desarrollo de una acción dramática, como la cantata, el oratorio, etc. Se parece al recitativo accompagnato, con el que a menudo se confunde.
Un ejemplo de arioso lo encontramos en La flauta mágica de Mozart, al final del primer acto. Con carácter de andante, lo canta un sacerdote (Sprecher): Sobald dicho Führt diciembre Freundschaft Hand ins Heiligtum zum ew'gen Band.

## Entre el recitativo y el aria
El arioso se parece al recitativo por su estructura libre y sus inflexiones melódicas, próximas a la palabra. Asimismo se parece al aria por sus características melódicas; las frases a menudo son más cantadas que en un recitativo. A diferencia del aria, a nivel estructural, habitualmente no hay ninguna repetición ni se distingue un tema claramente.
En una composición musical, el arioso puede constituir un número independiente, a diferencia del recitativo que suele estar precediendo un aria con la que tiene una estrecha relación. Puede igualmente, formar parte de un fragmento de unos cuantos compases que quedan insertados en una estructura más desarrollada, ya sea un recitativo o un aria.
Durante el siglo XIX, cuando los compositores de ópera iban abandonando progresivamente la forma estricta del aria da capo y la alternancia «recitativo-aria», se abrieron caminos como el de la «melodía infinita» que podemos observar en las obras de Richard Wagner. En este contexto, el modelo formal del arioso tuvo un papel más protagonista.